# Telchinia baxteri
Telchinia baxteri is een vlinder uit de familie van de Nymphalidae. De wetenschappelijke naam van de soort is voor het eerst gepubliceerd in 1902 door Emily Mary Bowdler Sharpe.

## Verspreiding
De soort komt voor in Oeganda, Kenia, Tanzania, Zambia en Malawi.

## Waardplanten
De rups leeft op Scepocarpus hypselodendron (Urticaceae).

## Ondersoorten
- Telchinia baxteri baxteri
- Telchinia baxteri oldeani (Kielland, 1990)